# Junkers T 26
Die Junkers T 26 war ein einmotoriges Schulflugzeug des deutschen Herstellers Junkers aus den 1920er-Jahren. Das Flugzeug konnte bei Bedarf von einem Hochdecker in einen Doppeldecker umgebaut werden. Nach nur sechs Exemplaren musste die Produktion wegen fehlender Nachfrage eingestellt werden.

## Geschichte
Die T 26 basiert auf den Erfahrungen mit dem Typ Junkers T 23. Ebenfalls als Hochdecker konstruiert, kam hier zunächst ein 59 kW starker Junkers-L-1-Motor zum Einsatz. Insbesondere die Aerodynamik war bei diesem Typ deutlich verbessert worden.
Wie bei der T 23 konnte in kurzer Zeit ein zweiter, kleiner Unterflügel montiert werden, sodass ein Doppeldecker, Typ T 26D, entstand. Die Hochdeckervariante erhielt die Bezeichnung T 26E. Ursprünglich war geplant, diesen Typ unter anderem an Flugschulen zu verkaufen, die das Modell zum Beginn der Schulung als Doppeldecker und später als Eindecker hätten einsetzen können. Jedoch war der Typ für die Flugschulen zu teuer, sodass ein kommerzieller Erfolg ausblieb. Im Jahr 1931 wurde noch eine T 26E mit einem 70 kW starken Argus As 8 gebaut.
Insgesamt wurden sechs Maschinen hergestellt. Drei davon betrieb der „Anhaltische Verein für Luftfahrt“. Alle drei T 26 dieses Betreibers stürzten ab. Der schwerste Unfall ereignete sich am 13. Juni 1931 in Dessau, bei dem beide Insassen den Tod fanden.

## Technische Daten
| Kenngröße                  | Daten (T 26E)                                           | Daten (T 26D)                                           |
| -------------------------- | ------------------------------------------------------- | ------------------------------------------------------- |
| Besatzung                  | 1 Flugschüler, 1 Ausbilder                              | 1 Flugschüler, 1 Ausbilder                              |
| Länge                      | 7,54 m                                                  | 7,54 m                                                  |
| Spannweite                 | 13,15 m                                                 | 13,15 m                                                 |
| Höhe                       | 2,72 m                                                  | 2,72 m                                                  |
| Flügelfläche               | 21,50 m²                                                | 33,20 m²                                                |
| Flügelstreckung            | 8,0                                                     |                                                         |
| Leermasse                  | 500 kg                                                  | 575 kg                                                  |
| Zuladung                   | 230 kg                                                  | 230 kg                                                  |
| Startmasse                 | 730 kg                                                  | 805 kg                                                  |
| Flächenbelastung           | 34,00 kg/m²                                             | 24 kg/m²                                                |
| Leistungsbelastung         | 12,20 kg/PS                                             | 13,4 kg/PS                                              |
| Triebwerke                 | ein luftgekühlter Sechszylinder-Reihenmotor Junkers L1a | ein luftgekühlter Sechszylinder-Reihenmotor Junkers L1a |
| Startleistung Nennleistung | 85 PS (63 kW) bei 1850/min 75 PS (55 kW) bei 1700/min   | 85 PS (63 kW) bei 1850/min 75 PS (55 kW) bei 1700/min   |
| Kraftstoffvorrat           | 60 l                                                    | 60 l                                                    |
| Höchstgeschwindigkeit      | 130 km/h                                                | 115 km/h                                                |
| Reisegeschwindigkeit       | 115 km/h                                                | k. A.                                                   |
| Landegeschwindigkeit       | 80 km/h                                                 | 60 km/h                                                 |
| Gipfelhöhe                 | 3200 m                                                  | 2500 m                                                  |